# Casa del Mayorazgo (Aldeasoña)
La Casa del Mayorazgo está situada en el centro histórico de Aldeasoña (Segovia)

## Situación
La Casa del Mayorazgo se encuentra situada en el casco urbano de Aldeasoña, al lado de la Iglesia de Santa María Magdalena, ambas edificaciones delimitan la manzana más antigua de la localidad.

## Historia
El Mayorazgo fue instituido por miembros de la familia Núñez, hidalgos castellanos cuya intención era impedir que el patrimonio familiar se dividiese generación tras generación hasta quedar reducido a una hacienda común.
En 1715, el titular del Mayorazgo inició la construcción de una casa solariega de grandes dimensiones que sirviese para dar prestigio a su familia. En el transcurso de los dos años siguientes, se construyó la Casa del Mayorazgo y otras dependencias anexas, cuadras, lagar, bodegas, etc.
A finales del siglo XVIII, la familia del Mayorazgo trasladó su residencia a Peñafiel; no obstante, el cambio de domicilio no significó una desvinculación con su casa solariega puesto que siguieron pasando largas temporadas en ella.
En 1845, el Tomo I del Diccionario geográfico-estadístico-histórico de España y sus posesiones de Ultramar, de Pascual Madoz, ofrece esta descripción de la Casa del Mayorazgo:

.... hay una buena casa que puede llamarse fuerte, propia del mayorazgo que posee D. Javier de Rivera, vec. de Aldehuela del Codonal, part. de Sta. María de Nieva; cuya casa tiene dos bodegas y un lagar para exprimir la uva, todo de piedra sillería;

En 1978, la Casa de Mayorazgo fue totalmente rehabilitada, manteniéndose la estrcutura histórica.
A comienzos del siglo XXI, la familia Pitarch, descendientes directos de los creadores del Mayorazgo, ha construido una moderna bodega en las inmediaciones del edificio donde se realiza la crianza de vinos tintos y blancos de gran calidad.

## Descripción
La Casa del Mayorazgo es un edificio exento de planta cuadrada y cubierta a dos aguas que fue construido con sillares de piedra caliza que aportan gran solidez al edificio.
La fachada principal se caracteriza por la existencia de tres grandes huecos a distinta altura (puerta, ventana y balcón) que establecen un eje de simetría que articula los pequeños huecos existentes en el resto de la fachada. La escasez de huecos en las otras fachadas acentúa el aspecto de fortaleza del edificio.
Los elementos decorativos son muy escasos, lo único que rompe la monotonía es una imposta a la altura del alero que enmarca el frontón definido por el hastial de la cubierta. A esta imposta hay que sumarle la existencia de dos escudos nobiliarios situados a ambos lados de la puerta principal.
La Casa del Mayorazgo es una de las escasas muestras de arquitectura civil rural del siglo XVIII en la provincia de Segovia y probablemente la mejor conservada de todas.

### Artículos
- Hernando Rojo, Galo (2015). «La Casa Grande». La Jalvia (Asociación Cultural Fuentendrino) (Número 30): Páginas 19-20.

### Libros
- Cuéllar Lázaro, Juan (2007). Fuentidueña: comunidad de villa y tierra. Alcobendas: Real del Catorce, S.L. ISBN 978-84-935572-4-9.